# Aeroporto di Kaunas
L'Aeroporto di Kaunas è un aeroporto situato a 15 km a nord est dal centro di Kaunas, in Lituania.
L'aeroporto è un hub per la compagnia aerea irlandese Ryanair.
Nel luglio 2017 è diventato temporaneamente l’aeroporto internazionale della Lituania, in quanto quello di Vilnius è stato chiuso per la ripavimentazione delle piste. In questa occasione sono state aggiunge molte destinazioni, la maggior parte già presenti nell'aeroporto di Vilnius.
È una delle basi della società FL Technics che realizza manutenzione di aeromobili in diverse parti del mondo.